# آرثر ياسمين
آرثر ياسمين (بالإنجليزية: Arthur Jasmine)‏ هو ممثل أمريكي، ولد في 4 أبريل 1899، وتوفي في 1 أبريل 1995.

## وصلات خارجية
- آرثر ياسمين على موقع IMDb (الإنجليزية)
- آرثر ياسمين على موقع قاعدة بيانات الفيلم (الإنجليزية)